# جولي ديبارديو
جولي ديبارديو (بالفرنسية: Julie Depardieu)‏ هي ممثلة فرنسية، ولدت في 18 يونيو 1973 بباريس في فرنسا.

## أعمال

### أفلام
- (2004) خطوبة طويلة جدا[6]
- (2007) ساعة الذروة 3[7]

## وصلات خارجية
- جولي ديبارديو على موقع IMDb (الإنجليزية)
- جولي ديبارديو على موقع ألو سيني (الفرنسية)
- جولي ديبارديو على موقع ميوزك برينز (الإنجليزية)
- جولي ديبارديو على موقع تيرنر كلاسيك موفيز (الإنجليزية)
- جولي ديبارديو على موقع أول موفي (الإنجليزية)
- جولي ديبارديو على موقع قاعدة بيانات الأفلام السويدية (السويدية)
- جولي ديبارديو على موقع ديسكوغز (الإنجليزية)
- جولي ديبارديو على موقع قاعدة بيانات الفيلم (الإنجليزية)
- جولي ديبارديو على موقع كينوبويسك (الروسية)